# 蔡润
蔡润（1967年6月—），男，中华人民共和国外交官，曾任中华人民共和国驻葡萄牙共和国特命全权大使和中华人民共和国驻以色列国特命全权大使，现任驻欧盟使团大使。

## 生平
1991年，进入中共中央对外联络部工作，先后在中联部美大北欧局、研究室任职。1999年，挂职陕西省彬县副县长。2000年，任中央外事工作领导小组办公室政研局、综合局处长、助理巡视员、副局长、局长。2005年，外派任驻美国大使馆参赞，后升公使衔参赞，职级为正司级。2008年，任外交部政策研究司副司长。2009年，政策研究司更名为政策规划司。2012年，升任外交部政策规划司司长。2015年8月，出任中华人民共和国驻葡萄牙大使。2021年1月，出任中华人民共和国驻以色列大使。2024年7月，自驻以色列大使离任。9月，出任中华人民共和国驻欧盟使团大使。